# Магкота
Магкота (осет. Магкотыхъæу) или Цон (осет. Цъон, груз. წონა — Цона) — село в Дзауском районе Южной Осетии. Центр Цонской сельской администрации в РЮО.

## География
Расположено в Цонской долине, на левобережье верховья реки Квирила, в 9 км к юго-востоку от города Квайса и в 20 км к северо-западу от райцентра посёлка Дзау.

## История
Население в с. Цъон появилось вследствие переселения Джиоевых из селения Гуфта Дзауского района. Плодородная Цонская долина давала все возможности для успешного ведения сельского хозяйства.
Из селения Цъон во время Великой Отечественной войны 1941—1945 года на фронт ушли и погибли 36 мужчин Джиоевых. Это существенная потеря для такого небольшого села.
В период существования СССР до 1991 года в селе Цъон была своя школа, медицинский пункт, почта и магазин, осуществлялось регулярное автобусное сообщение с Цхинвалом.
Так как школа была каменная (в отличие от жилых деревянных домов), то во время сильного землетрясения 1992 года была разрушена.

## Население
В 1987 году в селе Цона проживало 160 человек. По переписи 2015 года численность населения с. Магкота составила 8 жителей. 